# Піві-малюк золотистий
Піві-малюк золотистий (Empidonax flavescens) — вид горобцеподібних птахів родини тиранових (Tyrannidae). Мешкає в горах Мексики і Центральної Америки.

## Опис

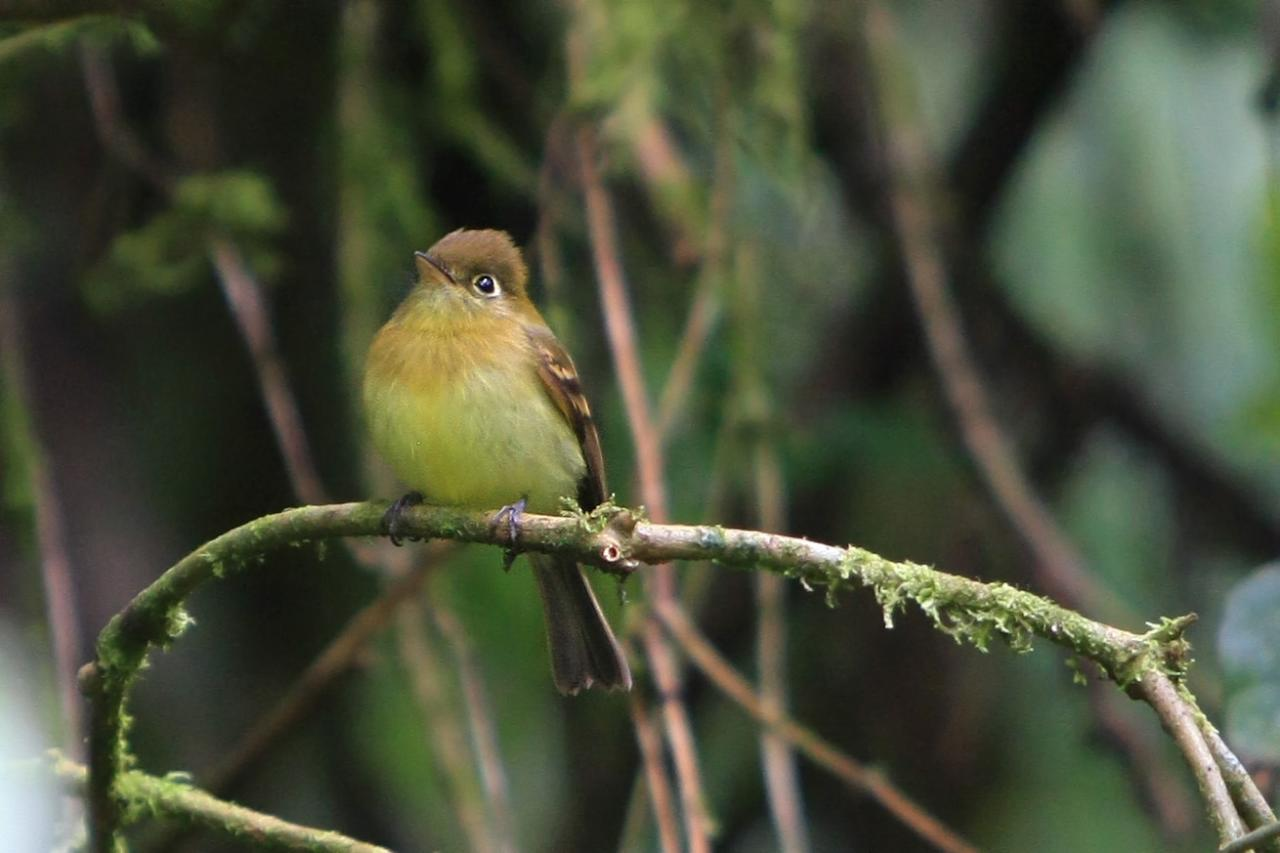
Золотистий піві-малюк (Коста-Рика)

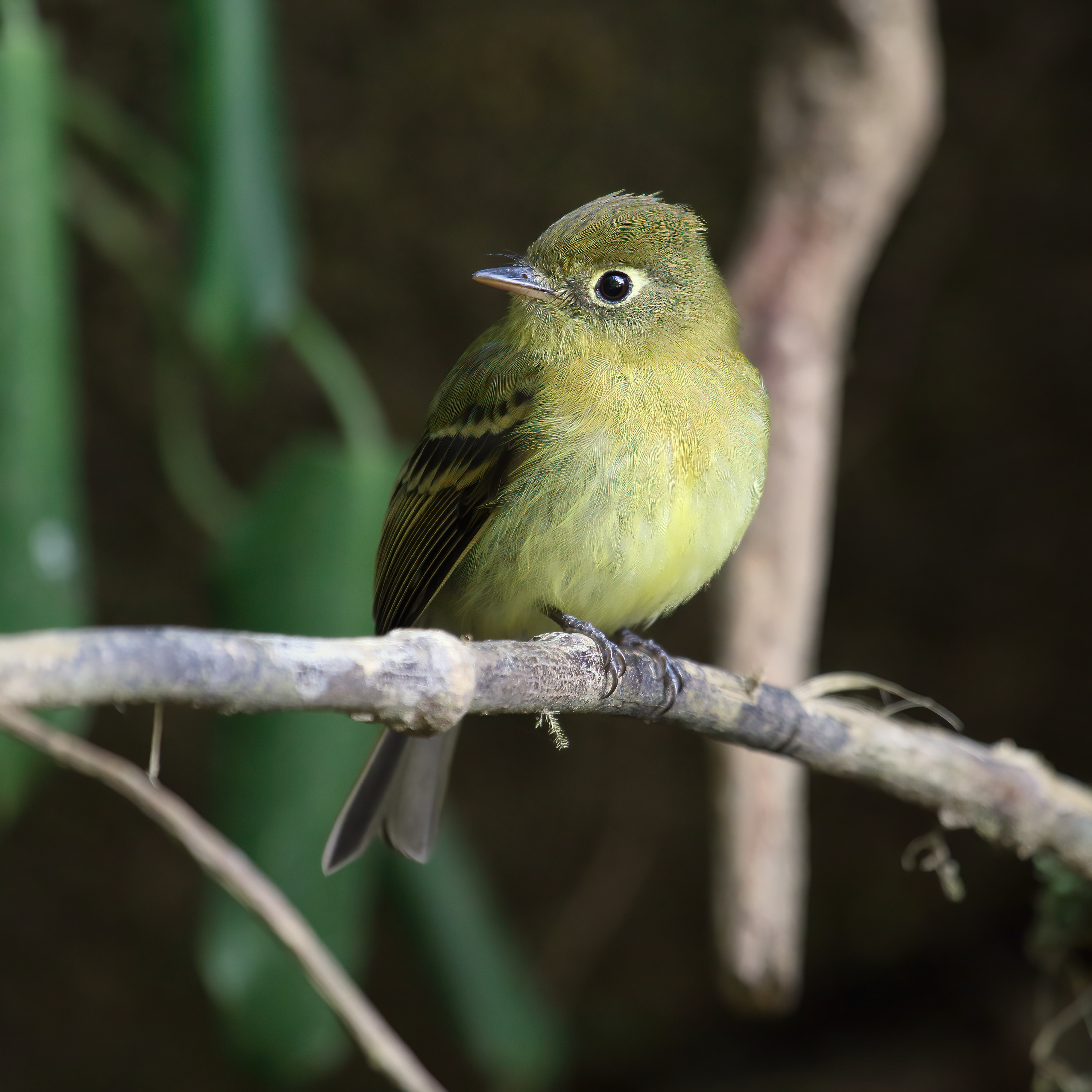
Золотистий піві-малюк (Панама)

Довжина птаха становить 12,5 см, вага 12 г. Верхня частина тіла оливково-зелена, нижня частина тіла жовті, груди мають охристий відтінок. Крила чорнуваті з двома охристими смужками. Навколо очей характерні білі кільця, які з боків розширяються у формі трикутних плям. У молодих птахів верхня частина тіла більш коричнева, нижня частина тіла блідо-жовта.

## Підвиди
Виділяють три підвиди:
- E. f. imperturbatus Wetmore, 1942 — південна Мексика (гори Сьєрра-де-лос-Тустлас на південному сході Веракрусу);
- E. f. salvini Ridgway, 1886 — від південно-східної Мексики (Оахака) до Нікарагуа;
- E. f. flavescens Lawrence, 1865 — гори Коста-Рики і західної Панами.

## Поширення і екологія
Золотисті піві-малюки мешкають на високогір'ях Мексики, Гватемали, Сальвадору, Гондурасу, Нікарагуа, Коста-Рики і Панами. Вони живуть у вологих гірських тропічних лісах, на узліссях і галявинах, в заростях на берегах річок і озер, на плантаціях і в садах. Зустрічаються поодинці або парами, на висоті від 800 до 3000 м над рівнем моря. Живляться комахами, павуками та іншими дрібними безхребетними, доповнюють свій раціон дрібними ягодами. Гніздо глибоке, чашоподібне. робиться з рослинних волокон і моху, розміщується на дереві або на землі, на висоті від 2 до 4,5 м над землею. В кладці від 2 до 3 білдих яєць, поцяткованих блідо-рудими плямками. Інкубаційний період триває 14-15 днів, насиджує лише самиця. Пташенята покидають гніздо через 17 днів після вилуплення. Золотисті піві-малюки іноді стають жертвами гніздового паразитизму буроголових вашерів.